# Gadarpur
Gadarpur è una suddivisione dell'India, classificata come municipal board, di 13.638 abitanti, situata nel distretto di Udham Singh Nagar, nello stato federato dell'Uttarakhand. In base al numero di abitanti la città rientra nella classe IV (da 10.000 a 19.999 persone).

## Geografia fisica
La città è situata a 29° 03' 10 N e 79° 15' 01 E.

## Società

### Evoluzione demografica
Al censimento del 2001 la popolazione di Gadarpur assommava a 13.638 persone, delle quali 7.305 maschi e 6.333 femmine. I bambini di età inferiore o uguale ai sei anni assommavano a 2.243, dei quali 1.270 maschi e 973 femmine. Infine, coloro che erano in grado di saper almeno leggere e scrivere erano 8.795, dei quali 5.031 maschi e 3.764 femmine.